# Домирос
Домирос (грч. Δόμιρος) је насељено место у општини Амфипољ у периферији Средишња Македонија, Грчка. Према попису из 2021. године било је 111 становника.
Према бугарском географу и историчару, Василу Канчову, у Домиросу је 1900. године живело 300 Грка и 90 Турака. 
Током Балканских ратова село је настрадало и већи део мештана је ибегао, тако је после рата остало 143 житеља. Године 1923. насељено је 43 грчких избегличких породица (144 особа), док је турско становништво раније исељено. На попису из 1928. године Домирос је имао 407 становника. Село се раније звало Волчишта.